# بازین (کانزاس)
بازین (به انگلیسی: Bazine) شهری در ایالت کانزاس کشور ایالات متحده آمریکا است که جمعیت آن در سرشماری سال ۲۰۱۰ میلادی، ۳۳۴ نفر بوده‌است.